# Abárzuza
Abárzuza (spanska) eller Abartzuza (baskiska), officiellt Abárzuza/Abartzuza, är en kommun i Spanien.   Den ligger i provinsen och regionen Navarra, i den nordöstra delen av landet, 290 km nordost om huvudstaden Madrid. Antalet invånare är 548.